# فورسكوير
فورسكوير (بالإنجليزية: foursquare) هي شبكة اجتماعية تعتمد على تحديد المواقع عن طريق الهواتف المحمولة. يسجل المستخدم دخوله لأي مكان معرف مسبقاً عن طريق صفحة الهاتف المحمول الخاصة بالخدمة أو الرسائل النصية القصيرة أو برامج خاصة بالخدمة ذاتها باختياره من قائمة الأماكن التي تظهر في الخدمة حوله. تحديد المكان باستخدام نظام التموضع العالمي في الهاتف المحمول أو موقع الشبكة المزود من قبل البرنامج. الخرائط في خدمة فورسكوير من مشروع خريطة الشارع المفتوح. لكل تسجيل دخول يتم أهداء المستخدم للخدمة بعض النقاط أو أحياناً بعض «الشارات». المستخدم الذي يسجل دخوله لموقع ما أكثر من غيره يصبح «عمدة» (بالإنجليزية: Mayor).
تم إنشاء الخدمة عام 2009 بواسطة داني كراولي وناڤين سلڤادوري. كراولي أنشأ مسبقاً مشروعاً مماثلاً باسم دودچبول كمشروع تخرج له في برنامج الاتصالات التفاعلية في جامعة نيويورك. تم الإستحواذ على دودچبول من قبل جوجل عام 2005 وتم إغلاقة 2009 وتم إستبداله بجوجل لاتيتيود. تقنية دودچبول كانت تعتمد على الرسائل النصية القصيرة
أكثر من البرنامج.
فور سكوير هو تكرار لنفس فكرة دودچبول في استخدام الإجهزة المحمولة للتفاعل مع المواقع حولهم. في أبريل عام 2012، وصل عدد المستخدمين للخدمة 20 مليون مسجل. الشركة كانت تتوقع قرابة 750 مليون تسجيل دخول في مواقع على الخدمة قبل يونيو 2011، و 3 ملايين تسجيل دخول للمواقع على الخدمة يومياً، المستخدمون الذكور يساوون المستخدمات الإناث للخدمة وأيضاً نصف المستخدمين خارج الولايات المتحدة الأمريكية.

## روابط خارجية
- موقع الخدمة